# Abdelhafid Djeghal
 (juin 2025).
Motif : absence de sources secondaires centrées et doute sur la notoriété.
- Archive Wikiwix
- Bing
- Cairn
- DuckDuckGo
- E. Universalis
- Gallica
- Google
- G. Books
- G. News
- G. Scholar
- Persée
- Qwant
- (zh) Baidu
- (ru) Yandex

| 1. | Préciser le motif de la pose du bandeau. | Précisez le motif de la pose du bandeau en utilisant la syntaxe suivante : {{admissibilité à vérifier\|date=août 2025\|motif=remplacez ce texte par le motif}}                          |
| 2. | Informer les utilisateurs concernés.     | Pensez à avertir le créateur de l'article, par exemple, en insérant le code ci-dessous sur sa page de discussion : {{subst:avertissement admissibilité à vérifier\|Abdelhafid Djeghal}} |

Abdelhafid Djeghal, né le 1954 à Sidi Abdelaziz , est un footballeur algérien, évoluant au poste de d'attaquant.Il devient ensuite entraîneur.

## Biographie
Djeghal Abdelhafid était classé premier buteur du championnat 1984-1985[réf. nécessaire]. Il a fait ses premiers pas avec le club Solb Riadi Club Annaba (SOCA) sous la houlette de Rachid Hadjou,.

## Palmarès
- Meilleur buteur du Champion d'Algérie 1985 (17 buts) avec la USM Annaba